# Non so più a chi credere
Non so più a chi credere prodotto da Mauro Malavasi che cura gli arrangiamenti. è un brano musicale scritto ed interpretato dal cantante italiano Biagio Antonacci, pubblicato come singolo nel 1993.
Con questo brano Antonacci ha partecipato al 43º Festival di Sanremo di quell'anno, classificandosi all'ottavo posto nella sezione "Campioni". Il brano verrà inserito, oltre che nell'album omonimo, nella versione su CD dell'album Liberatemi, pubblicata su vinile e musicassetta nel 1992. Questo brano, forse anche dalla volontà del cantante, raramente viene eseguito in concerto.

## Formazione
- Biagio Antonacci - voce, cori
- Mauro Malavasi - tastiera, cori, arrangiamento
- Eugenio Mori - batteria
- Marco Mangelli - basso

Produzione
- Mauro Malavasi – produzione, mixaggio, mastering

## Tracce
CD Single
1. Non so più a chi credere - 4:13
2. Tra le righe - 5:18